# 景寧陵
景宁陵是中国南北朝时宋孝武帝刘骏的陵墓。
景宁陵在今江苏省南京市江宁区岩山南麓。464年闰五月廿三，宋孝武帝驾崩。七月初九，安葬孝武帝在景宁陵，庙号称为世祖。九月十九，刘子业在安葬母亲文穆皇后王憲嫄於景宁陵。465年九月十一，刘子业杀害弟弟刘子鸾、刘子师，掘除了二人母亲殷贵妃的坟墓，又打算掘开景宁陵，太史认为这样做会对刘子业不利，才没做。